# Boehmeria helferi
Boehmeria helferi är en nässelväxtart som beskrevs av Carl Ludwig von Blume. Boehmeria helferi ingår i släktet Boehmeria och familjen nässelväxter. Inga underarter finns listade i Catalogue of Life.